# Marwin Hitz
Marwin Hitz (ur. 18 września 1987 w St. Gallen) – szwajcarski piłkarz, występujący na pozycji bramkarza w szwajcarskim klubie FC Basel oraz w reprezentacji Szwajcarii.

## Kariera klubowa
W latach 2005–2008 występował w drugiej drużynie FC Sankt Gallen, następnie został wypożyczony do szwajcarskich klubów Yverdon-Sport FC i FC Winterthur. Od 2008 do 2013 był zawodnikiem VfL Wolfsburg, z którym w 2009 sięgnął po mistrzostwo Niemiec. Po wygaśnięciu umowy opuścił klub i podpisał kontrakt z FC Augsburg. W sezonie 2014/2015 zdobył bramkę i został trzecim w historii bramkarzem Bundesligi, który strzelił gola z gry. 1 lipca 2018 został graczem Borussii Dortmund.

## Sukcesy
- Mistrzostwo Niemiec (1): 2008/09